# Nauru Pacific Line
La Nauru Pacific Line era la compagnia di navigazione nazionale dello Stato insulare di Nauru.

## Storia

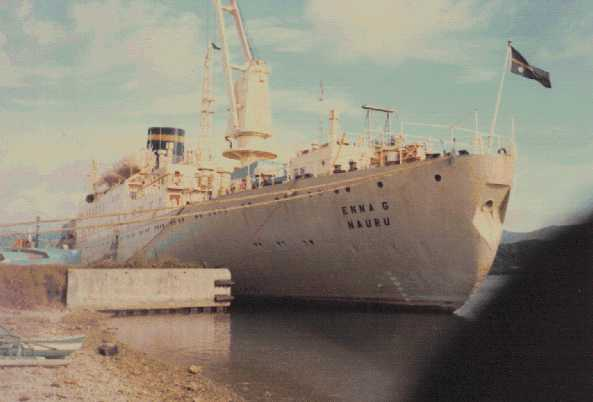
La nave Enna G, della Nauru Pacific Line nel porto di Pohnpei (Micronesia) nel 1977.

La Nauru Pacific Line fu fondata nel 1970, poco dopo l'indipendenza dell'isola, ottenuta nel 1968. L'economia dello stato era a quel tempo florida, con uno dei PIL pro capite più alti al mondo, grazie all'estrazione del fosfato. La flotta della compagnia era di cinque navi, che svolgevano un servizio di trasporto passeggeri e merci principalmente da e per l'Australia, che era per Nauru la fonte di approvvigionamento principale per generi di prima necessità, ma anche per altre località dell'Oceania, ivi compresa la Nuova Zelanda.
Tuttavia la compagnia, sovradimensionata rispetto alle necessità dello Stato, operò sempre in costante perdita, sopravvivendo solo grazie alle sovvenzioni della nazione nauruana. Una volta iniziate ad esaurirsi le riserve di fosfato, lo Stato non poté più finanziare la compagnia, che entrò ben presto in stato di insolvenza. Ciò, unito alla feroce concorrenza di altre compagnie, costrinse la Nauru Pacific Line a cedere tutte le navi della flotta e cessare le attività nel 1992.
In seguito, Nauru appaltò i servizi di collegamento navale ad una società australiana.